# Anthidium psoraleae
Anthidium psoraleae är en biart som beskrevs av Robertson 1902. Anthidium psoraleae ingår i släktet ullbin och familjen buksamlarbin. Inga underarter finns listade.

## Utseende
Arten är svart med gula teckningar. På huvudet har honan en gul strimma på hjässan, i övrigt svart; hanen har även stora delar av mundelarna gulfärgade. Mellankroppen är svart med undantag för några mindre, gula fläckar samt med mörka, halvgenomsknliga vingar. Tergiterna (bakkroppssegmenten) 2 till 5 har gula längsstrimmor med ett smalt avbrott på mitten. Längden uppgår till 11 mm.

## Ekologi
Anthidium psoraleae flyger i juli, och har påträffats på ärtväxter som vedelsläktet, klöversläktet och Otholobium, klockväxter som lobelior samt verbenaväxter som verbenor. Som alla ullbin samlar honan dessutom växtfibrer som hon klär larvcellerna med. 

## Utbredning
Utbredningsområdet omfattar USA från Colorado till North Dakota i väster och en östgräns från Illinois till Michigan. Det är möjligt att den når ända ut till kusten i väster.